# John Goodwin (théologien)
John Goodwin (1594-1665) est un pasteur puritain anglais, théologien, polémiste, traducteur et auteur de nombreux ouvrages. 

## Jeunesse
Goodwin est né dans le comté de Norfolk et a étudié à Queens' College de Cambridge, où il a obtenu une maîtrise (M.A.) et un poste de fellow le 10 novembre 1617. Il quitta ensuite l'université, se maria, fut consacré comme pasteur et devint un prédicateur populaire dans son comté d'origine et plus tard à Londres. En 1622, il fut titulaire à la paroisse de East Raynham où il bénéficia d'un legs d'Anne Townshend. Pendant un certain temps, il semble avoir officié à St. Mary's, à Douvres. En 1632, il vint à Londres et, le 18 décembre 1633, il fut institué dans le presbytère de St. Stephen, Coleman Street, laissé vacant par la sécession du non-conformiste John Davenport. Il prit lui-même le parti des puritains et, à cette époque, s’intéressa aux idées des independents sous l'influence de John Cotton. 
En 1635, il fut convoqué pour violation de la discipline, mais sur sa promesse d'amendement, l’évêque William Juxon ne poursuivit aucune procédure. En 1638, Goodwin exposa de la chaire de St. Stephen ses opinions sur la justification par la foi, prenant ainsi une position qui était déjà considérée comme pratiquement arminienne; il citait néanmoins plusieurs fois Calvin comme le soutenant sur certains points. Une controverse de chaire avec d'autres pasteurs de la ville sur ce sujet fut calmée par Juxon, toutes les parties acceptant d'abandonner la controverse. L'année suivante (1639), Goodwin exaspéra de nouveau ses adversaires en insistant sur la nécessité que les pasteurs soient mieux formés. Juxon rapporta à William Laud qu'il ne désespérait pas que la situation se résolve. Goodwin participa à la rédaction de la pétition cléricale de Londres contre la nouvelle discipline du 30 juin 1640. L'échevin Isaac Pennington (en) était l'un de ses paroissiens et rejoint la société de sa congrégation. 
En 1639, Goodwin écrivit une préface aux sermons posthumes de Henry Ramsden. Au cours des deux années suivantes, il publia plusieurs sermons et un tract (1641) critiquant les positions de George Walker (en), de l'église St John the Evangelist Friday Street (en). Walker répliqua à Goodwin et d’autres en les accusant de socinianisme dans l'article sur la justification. Goodwin se défendit dans Christ set forth (1642) et dans un traité sur la justification. 

## Période de guerre civile
Dans le clergé, Goodwin fut l'un des tout premiers partisans des puritains démocrates, puis de l'armée contre le Parlement. Son Anti-Cavalierisme (1642) proclame le besoin de guerre pour réprimer le parti « martelant maintenant l'Angleterre pour en faire une Irlande ». Il assaillit la doctrine du droit divin des rois dans son Os Ossorianum, or a Bone for a Bishop, contre Griffith Williams (en), évêque d'Ossory. Il a également attaqué les presbytériens en tant que parti persécuteur dans son Θεομαχία, or the grand imprudence of ... fighting against God (1644). En mai 1645, il fut expulsé de son domicile pour avoir refusé d'administrer indifféremment le baptême et le Repas du Seigneur dans sa paroisse, créant ainsi une communauté particulière au sein de sa paroisse. Goodwin mit immédiatement en place une église indépendante rue Coleman qui fut très fréquentée. William Taylor, son successeur désigné à St. Stephen's, fut à son tour éjecté en 1649 et restauré en 1657. Goodwin obtint l'usage de l'église, mais avec un revenu moindre. Thomas Firmin faisait partie de ses auditeurs à cette époque. Celui-ci sténographiait ses sermons.
La Gangraena (1646) de Thomas Edwards incluait Goodwin parmi le sujet des attaques. Dans les deuxième et troisième parties, publiées la même année, Edwards fut provoqué par la réponse anonyme de Goodwin, Cretensis. Goodwin est « un sectaire monstrueux, combinaison de socinianisme, d'arminianisme, d'antinomisme, d'indépendantisme, de papisme, voire de scepticisme ». Lui et plusieurs membres de son église « vont jouer au boulingrin et à d'autres sports les jours d'action de grâce publics ». Cretensis a également défendu Jeremiah Burroughs et William Greenhill que Goodwin connaissait, ainsi que Robert Cosens et John Ellis, où le lien avait été établi par Edwards (qui les a tous attaqués en bloc). Goodwin, par son Hagiomastix, or the Scourge of the Saints (1647), entra en conflit avec William Jenkyn, vicaire de Christ Church, Newgate, dont le Testimony fut approuvé (le 14 décembre 1647) par cinquante-huit théologiens presbytériens du Sion College. Seize membres de l'église de Goodwin publièrent Apologetical Account (1647), une explication des raisons pour lesquelles ils se tenaient à ses côtés. 

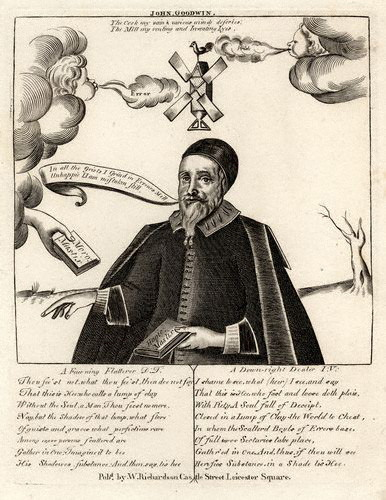
John Goodwin, gravure satirique (XVIIIe siècle).

Jenkyn fut aidé par John Vicars, huissier du Christ Church Hospital, qui publia (en 1648) une description amusante du « Coleman-street-conclave » et de son ministre, le « plus grand Gargantua », « menteur schismatique en chef ». Celui-ci contient une image de Goodwin (gravée par William Richardson) surmontée d'un moulin à vent et d'une girouette, alimentés par les vents « fierté » et « erreur ». 
Goodwin traduisit et imprima une partie du Stratagemata Satanae (mars 1648) d'Acontius, sous le titre : Satan's Stratagems; or the Devil's Cabinet-Councel discovered, avec des épîtres de recommandation rédigées par lui-même et John Durie. Acontius, un défenseur de la tolérance religieuse, était maintenant stigmatisé par Francis Cheynell en tant que «socinien furtif ». Cheynell chercha en vain à l'Assemblée de Westminster une condamnation du livre de Goodwin, mais imprima (1650) sur demande ses pensées à ce sujet. La traduction fut rééditée avec un nouveau titre : Darkness Discovered; or the Devil's secret Stratagems laid open (1651). 
Goodwin défendit les mesures les plus extrêmes des chefs de l'armée. Dans son Might and Right Well Met (1648), auquel répond John Geree, il applaudit la purge de Pride. Il était l'un des théologiens puritains qui, dans l'intervalle entre la sentence et l'exécution du roi, lui offraient leurs services spirituels. Goodwin mentionne dans son Ὑβριστοδίκαι. The Obstrvctovrs of Justice (30 mai 1649), qu'il avait eu une conversation d'une heure ou plus avec Charles, mais n'avait pas été impressionné par sa visite. Il soutenait fermement, dans le même tract, les droits souverains du peuple, citant John Milton avec son approbation dans Tenure of Kings and Magistrates (13 février 1649), et maintenait que la procédure engagée contre Charles était conforme à l’esprit de la loi, sinon de la lettre. Two Hymns or Spiritual Songs (1651) ont été chantés dans sa congrégation le 24 octobre 1651, jour d'action de grâce pour la victoire remportée à la bataille de Worcester. 
Pendant ce temps, il poursuivit les controverses théologiques. Sa défense de la rédemption générale, Ἀπολύτρωσις ἀπολύτρωσεως, or Redemption Redeemed, parut en 1651 (réimprimée en 1840); ses Water-Dipping no Firm Footing  (1653) et Cata-Baptism (1655) étaient des polémiques contre les baptistes. Le fait que les « Triers » d'Oliver Cromwell étaient pour la plupart indépendants ne le réconcilièrent pas avec le nouveau despotisme ecclésiastique; qu'il accusa dans son Bασανισταί. Or the Triers [or Tormenters] Tried (1657). 
Goodwin parle de lui-même comme ayant à lutter contre la terre entière (dédicace au Cata-Baptism). Ses idées étaient souvent des anticipations. Son tempérament rationnel fit de lui l'adversaire des Seekers et des Quakers et lui donna une certaine affinité avec les platoniciens de Cambridge. Il rejeta la distinction autorisée par Acontius, entre tolérance de l'erreur sur les fondamentaux et sur d'autres points. Il aurait voulu faire en sorte que les hommes «appellent plus à la lumière et moins au feu du ciel» (épître dans Satan's Stratagems, 1648). Dans son Divine Authority of the Scriptures Asserted (1648), qui lui valut la condamnation de Richard Baxter, il maintint, anticipant George Fox et Robert Barclay, que la parole de Dieu « existait dans le monde, même dans le cœur et la conscience des hommes, avant qu'il y ait existence de la parole écrite ». Dans sa Pagans Debt and Dowry (1651; 1671, une réponse à Thomas Barlow), qui a conduit à une controverse avec Obadiah Howe, il soutint que sans la lettre de l'évangile, les païens pourraient être sauvés. 
Goodwin croyait aussi à la vocation future des Juifs et était un millénariste. Ses opinions sont exprimées dans « A Post-Script or Appendix to [...] Hagiomastix » (1647). Un membre de la congrégation de Goodwin, Daniel Taylor, a par la suite adressé une pétition à Oliver Cromwell pour la réadmission des Juifs en Angleterre dans un traité intitulé « Certain Queries » (1651).

## Après la restauration
Lors de la restauration, Goodwin et John Milton furent condamnés à la prison le 16 juin 1660. Il se cacha et finit par recouvrer l'indemnité, parmi dix-huit autres personnes perpétuellement frappées d'incapacité légale. Son βριστοδίκαι fut brûlé (27 août) par le bourreau du Old Bailey. Selon Gilbert Burnet, son immunité relative était due à sa réputation arminienne. 
Il retourna bientôt dans sa congrégation de Coleman Street, mais pas avec les émoluments de St. Stephen, dont il fut privé et Théophile Alford fut admis comme son successeur, le 29 mai 1661. Il avait écrit avec vigueur contre les hommes de la cinquième monarchie en 1654 et 1655; mais la salle de réunion de Thomas Venner, à partir de laquelle le soulèvement de Venner procéda, se trouvait dans Swan Alley, rue Coleman; et là, en 1653, se trouvait aussi le bureau de Goodwin. Cela peut expliquer pourquoi Burnet a écrit que Goodwin était l’un de ces fervents partisans. Dès le début du soulèvement de Venner, l'église de Goodwin publia une Declaration (janvier 1661) renonçant à toute sympathie pour cette tentative ou toute tentative de « propagation de la religion par l'épée ». 
Goodwin a été nommé comme l’un des hommes exclus de toute charge publique par la loi de 1660 sur l'indemnité et l'oubli. Il est mort en 1665, l'année de la peste. De par son mariage précoce, il a eu sept enfants, dont deux moururent en 1645. 

## Œuvres
Goodwin a publié (en plus des travaux déjà mentionnés) :  
- The Saints' Interest in God, 1640.
- God a Good Master, 1641 (Dédicace à Elizabeth Hampden, mère de John Hampden).
- The Return of Mercies, 1641.
- The Christian's Engagement, 1641.
- Impedit ira animum, or Animadversions vpon . . . George Walker, 1641, (la Defence, de Walker de laquelle ceci est une réponse qui avait été publiée par Goodwin).
- Impvtatio Fidei, or a Treatise on Justification, 1642. (plus tard publié par John Wesley pour combattre l'antinomianisme calviniste.
- The Butcher's Blessing, or the Bloody Intentions of Romish Cavaliers, 1642 (Jackson).
- Innocencies Triumph, or an Answer to ... William Prynne, &c., 1644, (deux éditions la même année défendent son 'Θεομαχία') : Innocency and Truth Triumphing, 1645, Calumny Arraign'd, 1645.
- A Vindication of Free Grace, 1645.
- Twelve . . . Serious Cautions, 1646.
- Some Modest and Humble Queries, 1646 (Jackson).
- Anapologesia Tes Antapologias, or The Inexcusablenesse of ... Antapologia, 1646 (contre Thomas Edwards).
- A Candle to see the Sunne, 1647, (appendix to Hagiomastix). A Postscript ... to ... Hagiomastix, 1647.
- Sion College Visited, or Animadversions on a Pamphlet of W. Jenkyns, 1647 (i.e. January 1648).
- Nεοφυτοπρεβύτερος, or The Youngling Elder ... for the instruction of W. Jenkyn, 1648.
- The Unrighteous Judge, 1648 (i.e. 18 January 1649), (réponse à Sir Francis Nethersole).
- Truth's Conflict with Error, 1650, (dispute sur la rédemption universelle par Goodwin contre Vavasor Powell, et John Simpson.)
- The Remedy of Unreasonableness, 1650 (Jackson).
- (en) John Goodwin, Redemption Redeemed, 1651 (lire en ligne)
- Moses made Angry; a Letter ... to Dr. Hill, 1651 (Jackson).
- Confidence Dismounted, or a Letter to Mr. Richard Resbury, 1651 (Jackson).
- Εἰρηνομαχία, The Agreement and Distance of Brethren, 1652; 1671.
- A Paraphrase, 1652; second edition with title An Exposition of the Ninth Chapter of the Epistle to the Romans, 1653.
- Philadelphia, or XL Queries, 1653, (sur le baptisme).
- Thirty Queries, 1653 (Jackson).
- The Apologist Condemned, 1653 (Jackson, une justification de ses oeuvres).
- Dissatisfaction Satisfied in Seventeen . . . Queries, 1654 (Jackson).
- Peace Protected, 1654.
- A Fresh Discovery of the High Presbyterian Spirit, 1654.
- The Six Booksellers Proctor Non-suited, 1655.
- Mercy in her Exaltation, 1655.
- The Foot out of the Snare, 1656.
- Triumviri, or the Genius ... of ... Richard Resbury, John Pawson, and George Kendall, 1658.
- Πλήρωμα τὰ Πνευματικόν, or a Being Filled with the Spirit, (postume) 1670.

Goodwin a édité Divine Message de William Fenner, 1645.

### Citations
1. ↑  University of Cambridge 2019.
2. 1 2 3 4 5 6 7 8 9 10 11 12 13 14 15  Gordon 1890.
3. ↑  Mahlberg 2019.
4. ↑  Hughes 2004, p. 314.
5. ↑  More 1982, La « rédemption générale » est un résumé de certains points distinctifs de la doctrine arminienne à savoir : l'élection conditionnelle, l'expiation illimitée, la grâce prévenante., p. 50.
6. ↑  Goodwin 1651.
7. ↑  Rabone 2020.
8. ↑  English statute 1660. il est identifié comme « John Goodwyn, clerk »

### Sources
- (en) English statute, « An act of free and general pardon, indemnity and oblivion, chap. XLIII », Dictionary of National Biography,‎ 1660 (lire sur Wikisource)
- (en) Alexander Gorson, « Goodwin, John », Dictionary of National Biography, London, Smith, Elder & Co, vol. 22,‎ 1890 (lire sur Wikisource)
- (en) Ann Hughes, Gangraena and the Struggle for the English Revolution, Oxford, Oxford University Press, 2004
- (en) Gaby Mahlberg, « Townshend, Anne, Lady Townshend (1573–1622) », Oxford Dictionary of National Biography, Oxford, Oxford University Press,‎ 2019 (lire en ligne)
- (en) Ellen More, « John Goodwin and the Origins of the New Arminianism », Cambridge University Press, vol. 22, no 1,‎ 1982, p. 50–70 (DOI 10.1086/385797, JSTOR 175656, lire en ligne)
- (en) Lawrence Rabone, « John Goodwin on Zechariah 13:3: Toleration, Supersessionism and Judaeo-Centric Eschatology », Bulletin of the John Rylands Library, vol. 96, no 2,‎ 2020, p. 47–68 (lire en ligne)
- (en) University of Cambridge, « Goodwin, John (GDWN612J) », sur A Cambridge Alumni Database, 2019